# Emiliano Zapata, Yajalón
Emiliano Zapata är en ort i Mexiko.   Den ligger i kommunen Yajalón och delstaten Chiapas, i den sydöstra delen av landet, 800 km öster om huvudstaden Mexico City. Emiliano Zapata ligger 1 560 meter över havet och antalet invånare är 555.
Terrängen runt Emiliano Zapata är bergig åt nordväst, men åt sydost är den kuperad. Runt Emiliano Zapata är det ganska tätbefolkat, med 129 invånare per kvadratkilometer. Närmaste större samhälle är Yajalón, 9,5 km öster om Emiliano Zapata. Omgivningarna runt Emiliano Zapata är en mosaik av jordbruksmark och naturlig växtlighet.